# Арифи, Теута
Теута Арифи (макед. Теута Арифи, алб. Teuta Arifi; родилась 19 октября 1969 года в Тетово, Македония) — македонский политик, вице-премьер Республики Македонии с июля 2011 по февраль 2013 года.

## Образование
Окончила Университет Приштины (ныне — Республика Косово) в 1991 году с дипломом филолога. Степень магистра филологии получила в Университете Святых Кирилла и Мефодия в Скопье в 1995 году. Там же защитила докторскую диссертацию по теме «Албанская женщина в традиционных правовых нормах и албанской литературе с начала и до конца XX века».

## Карьера
- С 10 января 1997 года — доцент истории албанской литературы на филологическом факультете Университета Св. Кирилла и Мефодия в Скопье.
- С октября 2001 года — доцент на педагогическом факультете Юговосточноевропейского университета в Тетово.
- 2001 — 2006 гг. — декан педагогического факультета в Юговосточноевропейском университее в Тетово.
- С октября 2001 года — член Объединённого совета Юговосточноевропейского университета в Тетово.
- С мая 2002 года — заместитель председателя Демократического союза за интеграцию — ведущей политической партии албанцев в Македонии.
- С октября 2002 года — депутат Собрания Республики Македонии.
- 2002 — 2006 гг. — председатель Комитета по внешней политике Собрания Республики Македонии, член делегации Собрания в Парламентской ассамблее Совета Европы, руководитель делегации Собрания в Парламентской Ассамблее НАТО.
- 2006 — 2008 гг. — председатель Комитета по культуре Собрания Республики Македонии.
- 2008 — 2011 гг — председатель Комитета по внешней политике Собрания Республики Македонии.
- С 28 июля 2011 по 18 февраля 2013 года — заместитель премьер-министра Македонии по делам евроинтеграции.
- С апреля 2013 года — мэр Тетова[1].